# Neta GT
Neta GT – elektryczny samochód sportowy klasy średniej produkowany pod chińską marką Neta od 2023 roku.

## Historia i opis modelu

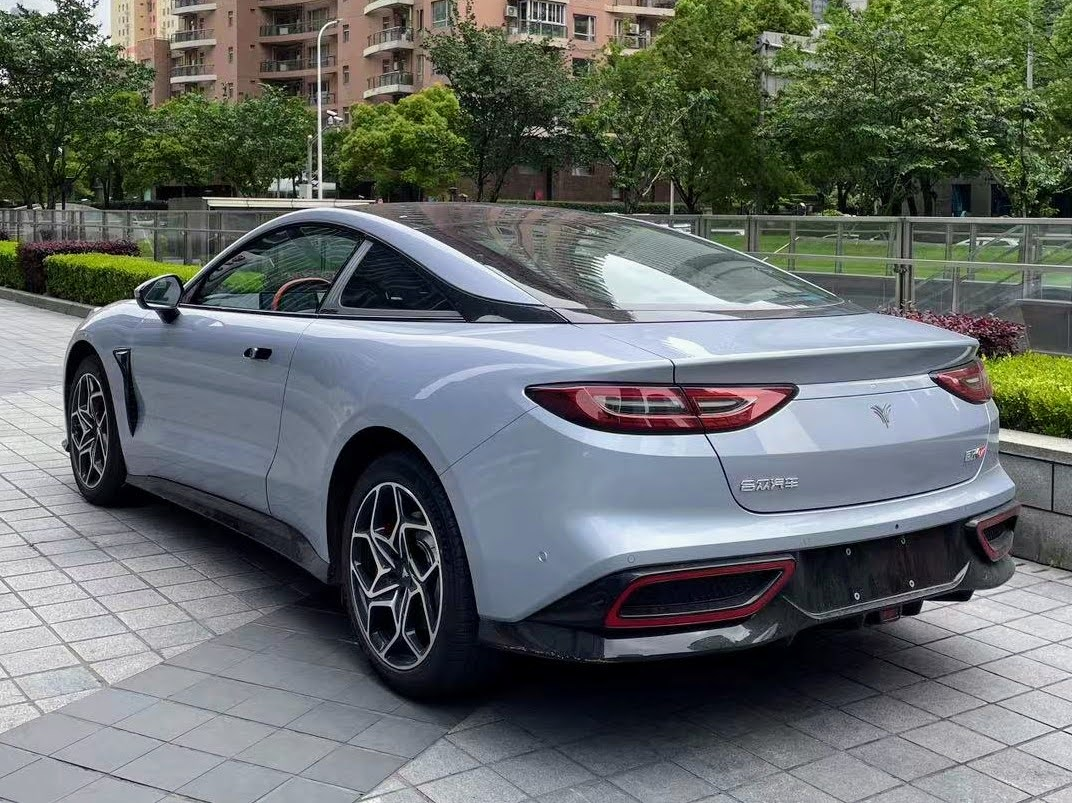
Neta GT - tył

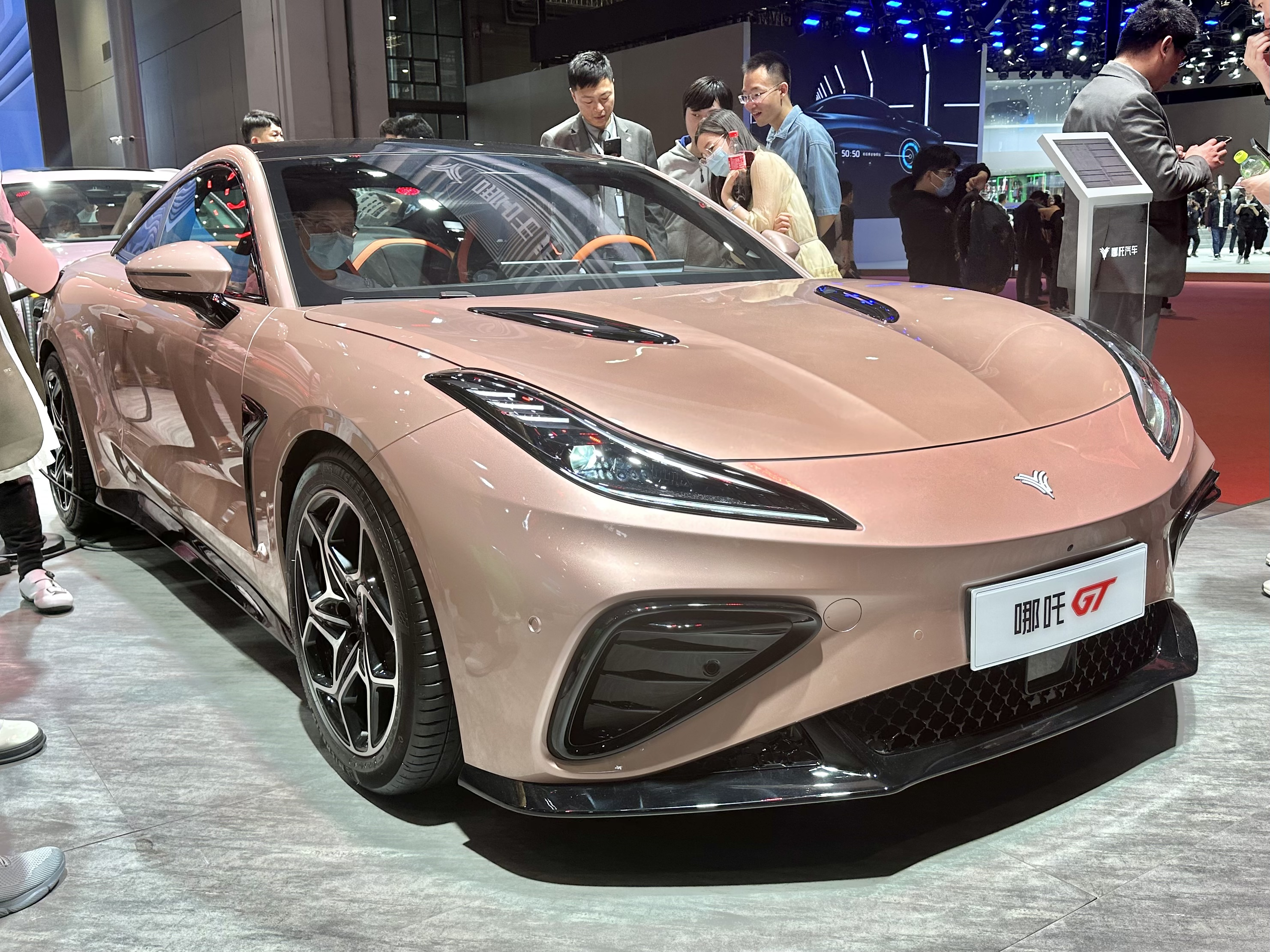
Neta GT podczas premiery

W grudniu 2022 chińskie przedsiębiorstwo Hozon Auto przedstawiło kolejny model poszerzający portfolio marki Neta tworzone dotychczas przez 4 samochody elektryczne. W momencie prezetacji samochód nosił nazwę Neta E. Pojazd przyjął nietypową dla samochodów elektrycznych formę 2-drzwiowego, sportowego coupé ze smukłą, agresywnie zarysowaną sylwetką wyróżniająca się strzeliście ukształtowanymi reflektorami. Nadwozie wzbogaciły także imitacje wlotów powietrza oraz tylny dyfuzor. Samochód oparto na płycie podłogowej Shenhai współdzielonej z modelem Neta S.
Charakterystyczną cechą sportowego modelu Nety są chowane klamki zewnętrzne poprawiające właściwości aerodynamiczne, a także system kamer umożliwiający półautonomiczną jazdę. Podobnie jak w pokrewnej Necie S, radar monitorujący otoczenie pojazdu ukryty został przy górnej krawędzi przedniej szyby. W kwietniu 2023 producent przedstawił pełną specyfikację pojazdu, dokonując zarazem korekty na Neta GT. Kabinę pasażerską utrzymaną w wielobarwnej tonacji zdominowął pionowy ekran dotykowy systemu multimedialnego o przekątnej 17,6 cala.

### Sprzedaż
Neta GT powstała z myślą o wewnętrznym rynku chińskim, z planami rozpoczęcia produkcji oraz sprzedaży w pierwszym kwartale 2023 roku. Producent chce akcentować unikatowoć koncepcji przystępnego cenowo sportowo-elektrycznego samochodu, która w momencie debiutu nie posiada bezpośredniego konkurenta w Chinach.

### Dane techniczne
Coupé Neta GT jest samochodem w pełni elektrycznym, gdzie nabywcy do wyboru mają dwie odmiany napędowe. Podstawowa, przenosząca moc na tylną oś, rozwija moc 228 KM, z kolei topowa AWD osiąga 456 KM mocy. Podstawowy pakiet akumulatorów pozwala przejechać na jednym ładowaniu ok. 560 kilometrów, a topowy do 580 kilometrów.